# Mittenothamnium jamesonii
Mittenothamnium jamesonii är en bladmossart som beskrevs av Jules Cardot 1913. Mittenothamnium jamesonii ingår i släktet Mittenothamnium och familjen Hypnaceae. Inga underarter finns listade i Catalogue of Life.